# Oldsmobile 70, 76 e 78
La 70, la 76 e la 78 sono stati tre modelli di autovettura prodotti dalla Oldsmobile. La 70 era anche conosciuta come G-Serie.
La 70 fu fabbricata dal 1939 al 1940, nel 1942 e dal 1946 al 1948. Nel primo anno di produzione era conosciuta come G-Serie 70, mentre negli altri anni era denominata Dynamic 70.
La 76 fu commercializzata nel 1941 e dal 1949 al 1950, mentre la 78 venne prodotta solo nel 1941.

## Il contesto
I tre modelli rappresentavano il segmento medio della gamma offerta dalla Oldsmobile, e quindi si posizionavano sopra la 60, la 66 e la 68.
La serie di carrozzerie offerte comprendeva berline e hatchback a due e quattro porte, coupé a due porte, hard-top a due porte, cabriolet a due porte e familiari a cinque porte.

## Caratteristiche tecniche
Il motore utilizzato per la 70 prodotta il primo anno (la “G-Serie 70”) era un sei cilindri in linea da 3769 cm³ di cilindrata che erogava 95 CV di potenza. Nell'anno successivo (1940) il modello cambiò nome in “Dynamic 70”; la vettura era ora un po' più lunga e fu predisposta una revisione del design, con l'applicazione di una linea più tondeggiante.
Nel 1941 la produzione della “Dynamic 70” fu temporaneamente sospesa, e vennero lanciate sul mercato la 76 e la 78, che si differenziavano dal tipo di motore installato. La prima aveva montato un sei cilindri in linea da 3900 cm³ e 100 CV, mentre la seconda un otto cilindri in linea da 4211 cm³ e 110 CV. L'anno successivo questi due nuovi modelli furono sostituiti nuovamente dalla “Dynamic 70”.
Nel 1946, dopo che la seconda guerra mondiale terminò e la normale produzione industriale di autovetture riprese, la “Dynamic 70” fu rilanciata sul mercato con i due motori sopramenzionati, cioè il sei e l'otto cilindri in linea. Nel 1947 e nel 1948 non ci furono aggiornamenti di rilievo, e quest'ultimo fu il suo anno di produzione conclusivo.
Dal 1949 al 1950 la 76 fu ricommercializzata, questa volta con la carrozzeria derivata dalla 98. Il motore era un sei cilindri in linea da 3769 cm³ di cilindrata e 105 CV di potenza.